# 北格倫福爾斯 (紐約州)
北格倫福爾斯（英語：Glens Falls North）是位於美國紐約州沃倫縣的普查規定居民點。

## 人口
根據2020年美國人口普查的數據，北格倫福爾斯的面積為21.92平方千米，當中陸地面積為21.69平方千米，而水域面積為0.23平方千米。當地共有人口9530人，而人口密度為每平方千米434.76人。